# Raising Hell (Run DMC)
Raising Hell è il terzo album di studio del gruppo rap dei Run DMC.
Raising Hell include la famosa canzone in collaborazione Aerosmith, Walk this Way. Anche se non era il primo pezzo che fonde i suoni rock con quelli hip hop, era il primo ad ottenere un rilevante successo, dato che raggiunse la Top 5 della "Billboard Chart". Raising Hell arrivò al primo posto B/Hip Hop Album chart, and at #6 on the Billboard 200.
L'album venne ridistribuito in una versione "Deluxe" nel 2005 con cinque tracce bonus.
Nel 2004 la rivista Rolling Stone ha inserito l'album al 120º posto nella classifica dei 500 album migliori di sempre.

## Tracce
1. Peter Piper – 3:25
2. It's Tricky – 3:03
3. My Adidas – 2:47
4. Walk This Way – 5:11 (Aerosmith Cover)
5. Is It Live – 3:06
6. Perfection – 2:52
7. Hit It Run – 3:10
8. Raising Hell – 5:31
9. You Be Illin' – 3:26
10. Dumb Girl – 3:31
11. Son of Byford – 0:27
12. Proud to Be Black – 3:14

### Tracce bonus nell'edizione "Deluxe"
1. My Adidas (a cappella) – 2:32
2. Walk This Way (demo) – 5:26
3. Lord of Lyrics (demo) – 4:30
4. Raising Hell Radio Tour Spot – 0:53
5. Live at the Apollo Raw Vocal Commercial – 3:28

## Classifiche
| Classifica (2022) | Posizione massima |
| ----------------- | ----------------- |
| Grecia            | 41                |